# Unter Wölfen (Album)
Unter Wölfen ist das Debütalbum des deutschen Rappers Liquit Walker. Es erschien am 29. März 2013 über die Labels Freunde von Niemand und Wolfpack Entertainment. Der Vertrieb erfolgt über Soulfood.

## Titelliste
1. Intro – 2:01
2. Immer noch Berlin – 3:55
3. Mein DJ (mit DJ Danetic) – 2:22
4. Bergkrone (feat. Kool Savas) – 2:52
5. Deutschrapkanakke – 3:46
6. Bonnie Parker – 3:14
7. Keine Wunder mehr (feat. MoTrip) – 3:00
8. Lass die Welt sich drehen – 3:37
9. Benny – 3:16
10. 90 BPM (feat. Sido) – 4:18
11. Jungs vom Hintahof – 3:05
12. Beim letzten Atemzug (feat. Vega) – 2:50
13. 40 Bars – 3:02
14. Bei dir zu Hause – 3:16
15. Alphawolf – 2:28

## Vermarktung
Kurz nachdem Walker bei Freunde von Niemand unter Vertrag genommen worden war, wurde ein erstes Video zum Lied 40 Bars veröffentlicht. In diesem tritt auch der Label-Gründer Vega in Erscheinung. Das Musikvideo wurde von Helles Design produziert. Im Zuge der „Nero Tour 2013“ des Rappers Vega trat Liquit Walker Mitte Februar bei den ersten beiden Konzerten der Tournee als Begleitung auf. Ende Februar 2013 wurde ein Snippet veröffentlicht, in dem die Stücke des Albums auszugsweise präsentiert werden. Am 24. Februar folgte ein weiteres Musikvideo zum kostenlosen Lied Bombe, Feuer, Benzin. Auf dem von DJ Desue produzierten Stück sind die Rapper Sido und Bass Sultan Hengzt mit Gastbeiträgen vertreten. Als weiterer Album-Titel wurde im Anschluss daran Deutschrapkanakke visuell umgesetzt. Wie bereits im Falle des ersten Video war erneut Helles Design für die Produktion zuständig. Das Stück Bonnie Parker wurde als weiteres Lied aus Unter Wölfen als Video umgesetzt. Bonnie Parker wurde von der Internetseite Hiphop.de präsentiert. Die Entstehung des Musikvideos wurde im Rahmen eines Making-ofs veranschaulicht.
Vom 31. März bis 4. April 2013 veranstaltete die Internetseite Aggro.tv eine Themenwoche zu Liquit Walker unter dem Titel Aggro Alarm. Diese begann mit der Veröffentlichung des Freetracks Bei dir zu hause. Es folgte die Veröffentlichung eines Musikvideos zum Lied Mein DJ. Bei der Entstehung des Videos führte Samson Schneiderman Regie. Des Weiteren wurde das Snippet zum Album sowie Ausschnitte aus einer Studiosession mit dem Rapper Kool Savas veröffentlicht. Zwei weitere Musikvideos wurden zu den Album-Titeln Intro und Immer noch Berlin gedreht. Zum Abschluss der Themenwoche erschienen ein Video mit dem Titel Acapella und ein Beitrag Walkers zur Aggro.tv-Reihe Halt die Fresse.

## Rezeption

### Erfolg
Unter Wölfen stieg auf Platz 19 der deutschen Album-Charts ein. In der zweiten Woche fiel das Album auf Rang 100 ab. Mit Platz 41 konnte sich die Veröffentlichung auch in der Schweiz in den Charts positionieren. In Österreich erreichte das Album Position 37.

### Kritik
Die Internetseite Rap.de bewertete Unter Wölfen mit sieben von möglichen zehn Punkten. Aus Sicht des Redakteurs BlackBarry erfinde Walker Rap nicht neu, sondern besinne sich auf „bewährte Tugenden wie Bodenständigkeit, Zielstrebigkeit und ein klassisches Männerbild“. Lob findet Rap.de für die Stimmtechnik des Rappers und die Produktion. Das Stück Deutschrapkanakke wird als „Manifest des Außenseitertums“ charakterisiert. Dabei wird kritisiert, dass Walker die persönlich erfahrene Ablehnung „als blasser Ostler unter dunkelhaarigen Straßenrappern“ mit der Ausgrenzung „von Menschen vermeintlich ausländischer Herkunft durch die deutsche Mehrheitsgesellschaft“ gleichsetze. Da er als Deutscher keine Minderheit darstelle, sei der Vergleich nicht angebracht. Lass die Welt sich drehen wird in der Rezension als „selbstreflexiver Song, der die nachdenkliche Seite des Wolfs zum Vorschein“ beschrieben. Das Lied Bonnie Parker ist Liquit Walkers Freundin gewidmet. Dabei schaffe es der Rapper „die Klippen der Peinlichkeit elegant zu umsegeln“ und einen Kontrast „zu all der Härte und Coolness“ zu bilden.
In einer Rezension des Internetseite Hiphop.de erhielt Walkers Album acht von möglichen zehn Bewertungspunkten. Der Redakteur Erich Unrau lobt die sehr guten, ausproduzierten Beats, die Vortragsweise und druckvolle Stimme Liquit Walkers, die „vielseitige Themenauswahl“ sowie die Gastrapper. Dagegen könne zum Beispiel die „etwas zu ernste Herangehensweise“ und die sich wiederholende Thematisierung der Stadt Berlin negativ gewertet werden. Auch die Laufzeit des Albums sei mit etwa 48 Minuten „knapp bemessen“. Das Stück Deutschrapkanakke sei aus Sicht Unraus der „stärkste Track“ des Albums. Sowohl das Instrumental als auch der als „inhaltlich wertvoll“ bezeichnete Text werden positiv hervorgehoben. Der „inflationäre[…] Gebrauch des Begriffs ‚Kanakke‘“ könne jedoch negativ ausgelegt werden.
Das Hip-Hop-Magazin Backspin Hip Hop Magazin bezeichnete Unter Wölfen als „bemerkenswert starkes Rap-Album“. Bereits im Intro präsentiere Walker „wütenden Rap, der aber nicht ins Battle-Lastige“ abdrifte. Sowohl die Produktionen als auch die Gastrapper Kool Savas, Sido, MoTrip und Vega werden gelobt.

### Bewertungen anderer Künstler
Der Hip-Hop-Musiker Sido kommentierte Unter Wölfen über den Mikroblogging-Dienst Twitter in Form von Kurznachrichten. Dabei erklärte er, dass es sich bei der Veröffentlichung um ein „gutes, solides Album“ handele. Dies treffe insbesondere im Hinblick darauf zu, dass es Walkers Debütalbum sei. Während Sido die Stücke Deutschrapkanake und Keine Wunder mehr lobt, werden 40 Bars und Benny eher negativ gewertet. Das Lied Bonnie Parker passe aus seiner Sicht nicht zu Liquit Walker.